# Cristian Zaccardo
Cristian Zaccardo (* 21. Dezember 1981 in Formigine (MO)) ist ein ehemaliger italienischer Fußballspieler, der auf der Position des rechten Verteidigers spielte. Er gehörte zum Weltmeisterkader der Fußballnationalmannschaft Italiens bei der Weltmeisterschaft 2006 in Deutschland.

## Karriere

### Im Verein
Cristian Zaccardo wurde 1991 von Spähern des FC Bologna bei einem Jugendturnier entdeckt und sogleich verpflichtet. Sieben Jahre später schaffte er den Sprung ins Primavera-Team Bolognas. Jedoch warf ihn eine Verletzung zurück und er wechselte zur Saison 2000/01 leihweise zu Spezia Calcio, einem damaligen Serie-C1-Verein. Nach einer Saison schaffte Zaccardo den Sprung in die Serie A und kehrte zum FC Bologna zurück. Hier spielte er in der Folge drei Jahre, wobei ihm in der zweiten Saison der Sprung in den Stammkader gelang. Zur Saison 2004/05 wechselte Cristian Zaccardo zu US Palermo, bei dem er auf Anhieb einen Stammplatz erhielt. 2004 wurde er erstmals in die italienische Fußballnationalmannschaft berufen.
Vom 1. Juli 2008 bis zum 29. August 2009 stand der Abwehrspieler beim VfL Wolfsburg in der Fußball-Bundesliga unter Vertrag. In der Hinrunde der Saison 2008/09 war er nicht immer gesetzt, sondern meist Ersatzmann hinter Sascha Riether. Seinen ersten und einzigen Bundesligatreffer erzielte Zaccardo am 7. Dezember 2008 im Niedersachsen-Derby gegen Hannover 96. Er gewann 2009 mit den Wölfen den ersten Meistertitel der Vereinsgeschichte.
Am 29. August gab der italienische Erstligist FC Parma einen Wechsel Zaccardos zum Aufsteiger in die Serie A bekannt.
Am 24. Januar 2013 wechselte Zaccardo innerhalb der Liga zum AC Mailand. Im Gegenzug wechselte Djamel Mesbah nach Parma; zudem wurde Rodney Strasser verliehen. Nach zwei Jahren in Mailand, mit nur wenigen Einsätzen wechselte Zaccardo zum italienischen Erstligaaufsteiger FC Carpi.

### In der Nationalmannschaft
Im Jahr 1997 spielte Cristian Zaccardo erstmals für die italienische U-16-Auswahl. Im April 1998 nahm er mit dieser Mannschaft an der U-16-Europameisterschaft in Schottland teil. In diesem Turnier belegte Italien am Ende den zweiten Platz, auch dank Cristian Zaccardo, der den entscheidenden Treffer im Halbfinale erzielen konnte. Zaccardo wurde 2004 mit der U-21 Europameister in Deutschland und am 17. November 2004 beim 1:0 gegen Finnland von Marcello Lippi erstmals in der italienischen Nationalmannschaft eingesetzt, seither kommt er regelmäßig zum Einsatz. 2006 gewann er seinen ersten großen Titel, als er mit Italien in Berlin die Weltmeisterschaft gegen Frankreich beim 5:3 nach Elfmeterschießen holte.

## Titel und Erfolge
- U-16-Vizeeuropameister: 1998
- U-21-Europameister: 2004
- Weltmeister: 2006
- Deutscher Meister: 2009
- San-marinesischer Fußballpokal 2019